# Zabawa (rejon radziechowski)
Zabawa (ukr. Забава) – wieś na Ukrainie w rejonie radziechowskim obwodu lwowskiego.

## Historia
Pod koniec XIX w. kolonia i leśniczówka wsi Suszno w powiecie brodzkim.
W II RP stanowiła obszar dworski, przynależąc do woj. tarnopolskiego i powiatu radziechowskiego; w 1921 roku liczba mieszkańców wynosiła 104. w 1934 weszła w skład gromady Suszno w zbiorowej Witków Nowy.